# Riama columbiana
Riama columbiana là một loài thằn lằn trong họ Gymnophthalmidae. Loài này được Andersson mô tả khoa học đầu tiên năm 1914.